# The Dragon Dentist
The Dragon Dentist (龍の歯医者?, Ryū no haisha, lett. "La dentista del drago") è un original net anime scritto e diretto da Ōtarō Maijō, pubblicato come primo corto del Nihon animator mihon'ichi di Hideaki Anno nel 2014. La storia segue le vicende di una ragazza che riceve il compito di fare da dentista a un drago. Dall'opera è stata tratta una serie televisiva anime di due episodi, trasmessa in Giappone a febbraio 2017 e acquistata in Italia da Dynit.

## Trama
Ambientata a Dragon Country, la storia segue le vicende di una dentista alle prime armi chiamata Nonoko, la cui missione è proteggere il drago guardiano del paese dai batteri della carie dentaria. Un giorno, nel bel mezzo di battaglie sempre più aspre col paese confinante, Nonoko trova su un dente del drago un giovane soldato delle forze nemiche. Il suo nome è Bell, ed è stato resuscitato all'interno del dente proprio dal drago, fenomeno soprannaturale che secondo le leggende capita solo quando si sta per verificare un disastro. Affrontando una serie di dure prove, Nonoko e Bell riscriveranno il loro destino.

## Personaggi
Nonoko Kishii (岸井 野ノ子?, Kishii Nonoko)
Doppiata da: Fumika Shimizu (ed. giapponese), Jolanda Granato (ed. italiana)
Bell (ベル?, Beru)
Doppiato da: Nobuhiko Okamoto (ed. giapponese), Simone Lupinacci (ed. italiana)
Godō (悟堂?)
Doppiato da: Kōichi Yamadera (ed. giapponese), Francesco Mei (ed. italiana)
Shibana (柴名?)
Doppiata da: Megumi Hayashibara (ed. giapponese), Federica Valenti (ed. italiana)
Arisugawa (有栖川?)
Doppiata da: Kaori Nazuka (edizione giapponese), Tiziana Martello (ed. italiana)
Blanco (ブランコ?, Buranko)
Doppiato da: Suzuki Matsuo (ed. giapponese), Natale Ciravolo (ed. italiana)

## Produzione
The Dragon Dentist è il primo corto del progetto settimanale di anime Nihon animator mihon'ichi, annunciato da Hideaki Anno al Tokyo International Film Festival a ottobre 2014. Scritto e ideato da Ōtarō Maijō e diretto da Kazuya Tsurumaki presso lo studio Khara, è stato prodotto da Tomoyuki Ogata con Anno e Nobuo Kawakami di Dwango nel ruolo di produttori esecutivi. La colonna sonora è stata composta da Yoshitaka Koyama e il character design è stato sviluppato da Yasuyuki Kosaka.
A marzo 2016 NHK annunciò che alcuni corti del progetto sarebbero stati adattati in special televisivi, ma senza rivelare quali. Ad agosto 2016 fu reso noto che The Dragon Dentist sarebbe stato trasmesso sotto forma di speciale anime diviso in due parti. Prodotto da Anno e sempre diretto da Tsurumaki presso Khara, l'adattamento è stato scritto da Maijō in collaborazione con Yōji Enokido.

## Media

### ONA
Il corto ONA da nove minuti è stato proiettato in anteprima al Tokyo International Film Festival a ottobre 2014 e poi trasmesso online coi sottotitoli in lingua inglese dal 7 novembre dello stesso anno. A novembre 2015 è stato rimosso dal sito e, dopo l'annuncio della serie televisiva fatto il 26 agosto 2016, è stato reso disponibile di nuovo online fino a marzo 2017.

### Serie TV anime
La serie televisiva anime è stata trasmessa su NHK BS Premium tra il 18 e il 25 febbraio 2017. In Italia è stata acquistata da Dynit e caricata su VVVVID prima nella primavera 2017 sottotitolata e poi nell'estate dello stesso anno doppiata, mentre in altre parti del mondo è stata trasmessa in streaming in simulcast da Crunchyroll e Anime Limited. In particolare, in America del Nord i diritti di distribuzione digitale e home video sono stati acquistati da Sentai Filmworks.

#### Episodi
| Nº | Titolo italiano Giapponese 「Kanji」 - Rōmaji                      | Prima visione    | Prima visione  |
| Nº | Titolo italiano Giapponese 「Kanji」 - Rōmaji                      | Giapponese       | Italiano       |
| 1  | Capitolo del mushi demoniaco 「天狗虫編」 - Tengu mushi-hen        | 18 febbraio 2017 | 30 giugno 2017 |
| 2  | Capitolo del mushi del massacro 「殺戮虫編」 - Satsuriku mushi-hen | 25 febbraio 2017 | 1º luglio 2017 |

## Accoglienza
Recensendo il corto originale, Kevin Cirugeda di Anime News Network ha lodato le animazioni dirette da Tsurumaki, ma ha affermato che secondo il suo parere gli autori avevano tentato di includere troppi elementi nella storia nonostante i soli nove minuti di durata a disposizione. Salvador G. Rodiles di Japanator, invece, ha definito la storia "un po' fiacca", seppur apprezzando la grafica e concedendo che il corto avrebbe avuto del "potenziale" se Maijō lo avesse sviluppato ulteriormente.